# Banda Ka
La Banda Ka  és un rang de freqüències utilitzat en les comunicacions via satèl·lit.
El rang de freqüències en les quals opera la banda Ka són les compreses entre els 18 GHz i 31 GHz. Disposa d'un ampli espectre d'ubicacions i les seves longituds d'ona transporten grans quantitats de dades, però són necessaris transmissors molt potents i és sensible a interferències ambientals.
Aquesta banda també és utilitzada en alguns models de radar (a Espanya es fa servir tant per radars fixos com mòbils) pels serveis de control de trànsit (tant nacionals com regionals i municipals).
Veneçuela, integrarà en el seu primer satèl·lit aquesta nova tecnologia.

## Bandes de microones
L'espectre de microones es defineix usualment com l'energia electromagnètica que va des d'aproximadament 1 GHz fins a 100 GHz de freqüència, encara que un ús més antic inclou freqüències una mica més baixes. La majoria de les aplicacions més comunes es troben dins del rang d'1 a 40 GHz. Les bandes de freqüències de microones, segons la definició de la Radio Society of Great Britain (RSGB), es mostren en el següent quadre :
| banda L  | 1 to 2 GHz     |
| banda S  | 2 to 4 GHz     |
| banda C  | 4 to 8 GHz     |
| banda X  | 8 to 12 GHz    |
| banda Ku | 12 to 18 GHz   |
| banda K  | 18 to 26.5 GHz |
| banda Ka | 26.5 to 40 GHz |
| banda Q  | 30 to 50 GHz   |
| banda U  | 40 to 60 GHz   |
| banda V  | 50 to 75 GHz   |
| banda E  | 60 to 90 GHz   |
| banda W  | 75 to 110 GHz  |
| banda F  | 90 to 140 GHz  |
| banda D  | 110 to 170 GHz |